# Eugène Bardin
Pour les articles homonymes, voir Bardin.
Eugène Bardin, né le 12 juillet 1822 à Bréhat et mort le 31 décembre 1893, est un général français.

## Commandements
- 04/03/1868 au ? 1870 lieutenant-colonel au 92e régiment d'infanterie[2]
- Décembre 1870 : Général commandant la 1re division d'infanterie du 19e corps d'armée[3].
- 17/10/1871 au 30/12/1875 Colonel[réf. nécessaire] du 66e régiment d'infanterie.
- 30/12/1875 Général de brigade commandant la subdivision d'Aumale.
- 27/12/1881 Général de division commandant la 2e division d'Infanterie (1er corps d'armée) et les subdivisions de région d'Arras, Béthune, Saint-Omer et Dunkerque.
- En retraite 1887.

## Distinctions
Légion d’honneur : Chevalier le 16 avril 1856, Officier le 25 avril 1865, Commandeur le 12 juillet 1879, élevé à la dignité de grand officier le 5 juillet 1887.